# 17.ª etapa del Giro de Italia 2022
La 17.ª etapa del Giro de Italia 2022 tuvo lugar el 25 de mayo de 2022 entre Ponte di Legno y Lavarone sobre un recorrido de 168 km. El vencedor fue el colombiano Santiago Buitrago del equipo Bahrain Victorious y el ecuatoriano Richard Carapaz consiguió mantener el liderato.

## Clasificación de la etapa
| Ponte di Legno - Lavarone | etapa de montaña | (168 km) |

| \| Clasificación de la etapa \| Clasificación de la etapa \| Clasificación de la etapa \| Clasificación de la etapa \| Clasificación de la etapa \| \| Ciclista \| Ciclista \| Equipo \| Tiempo \| \| \| ------------------------- \| ------------------------- \| ---------------------------------- \| ------------------------- \| ------------------------- \| \| 1.º \| Santiago Buitrago \| Bahrain Victorious \| 4 h 27 min 41 s \| \| \| 2.º \| Gijs Leemreize \| Jumbo-Visma \| + 35 s \| \| \| 3.º \| Jan Hirt \| Intermarché-Wanty-Gobert Matériaux \| + 2 min 28 s \| \| \| 4.º \| Hugh Carthy \| EF Education-EasyPost \| + 2 min 28 s \| \| \| 5.º \| Richard Carapaz \| Ineos Grenadiers \| + 2 min 53 s \| \| \| 6.º \| Jai Hindley \| Bora-Hansgrohe \| + 2 min 53 s \| \| \| 7.º \| Mauri Vansevenant \| Quick-Step Alpha Vinyl \| + 2 min 57 s \| \| \| 8.º \| Koen Bouwman \| Jumbo-Visma \| + 2 min 59 s \| \| \| 9.º \| Guillaume Martin \| Cofidis \| + 2 min 59 s \| \| \| 10.º \| Mikel Landa \| Bahrain Victorious \| + 2 min 59 s \| \| |                   |                                    |                 |
| |                   |                                    |                 |
| Fuente: ProCyclingStats |                   |                                    |                 |
| Clasificación de la etapa |                   |                                    |                 |
| Ciclista | Ciclista          | Equipo                             | Tiempo          |
| 1.º | Santiago Buitrago | Bahrain Victorious                 | 4 h 27 min 41 s |
| 2.º | Gijs Leemreize    | Jumbo-Visma                        | + 35 s          |
| 3.º | Jan Hirt          | Intermarché-Wanty-Gobert Matériaux | + 2 min 28 s    |
| 4.º | Hugh Carthy       | EF Education-EasyPost              | + 2 min 28 s    |
| 5.º | Richard Carapaz   | Ineos Grenadiers                   | + 2 min 53 s    |
| 6.º | Jai Hindley       | Bora-Hansgrohe                     | + 2 min 53 s    |
| 7.º | Mauri Vansevenant | Quick-Step Alpha Vinyl             | + 2 min 57 s    |
| 8.º | Koen Bouwman      | Jumbo-Visma                        | + 2 min 59 s    |
| 9.º | Guillaume Martin  | Cofidis                            | + 2 min 59 s    |
| 10.º | Mikel Landa       | Bahrain Victorious                 | + 2 min 59 s    |

## Clasificaciones al final de la etapa

### Clasificación general(Maglia Rosa)
| \| Clasificación general \| Clasificación general \| Clasificación general \| Clasificación general \| Clasificación general \| \| Ciclista \| Ciclista \| Equipo \| Tiempo \| \| \| --------------------- \| --------------------- \| ---------------------------------- \| --------------------- \| --------------------- \| \| 1.º \| Richard Carapaz \| Ineos Grenadiers \| 73 h 19 min 40 s \| \| \| 2.º \| Jai Hindley \| Bora-Hansgrohe \| + 3 s \| \| \| 3.º \| Mikel Landa \| Bahrain Victorious \| + 1 min 05 s \| \| \| 4.º \| João Almeida \| UAE Team Emirates \| + 1 min 54 s \| \| \| 5.º \| Vincenzo Nibali \| Astana Qazaqstan Team \| + 5 min 48 s \| \| \| 6.º \| Pello Bilbao \| Bahrain Victorious \| + 6 min 19 s \| \| \| 7.º \| Jan Hirt \| Intermarché-Wanty-Gobert Matériaux \| + 7 min 12 s \| \| \| 8.º \| Emanuel Buchmann \| Bora-Hansgrohe \| + 7 min 13 s \| \| \| 9.º \| Juan Pedro López \| Trek-Segafredo \| + 12 min 27 s \| \| \| 10.º \| Domenico Pozzovivo \| Intermarché-Wanty-Gobert Matériaux \| + 12 min 30 s \| \| |                    |                                    |                  |
| |                    |                                    |                  |
| Fuente: ProCyclingStats |                    |                                    |                  |
| Clasificación general |                    |                                    |                  |
| Ciclista | Ciclista           | Equipo                             | Tiempo           |
| 1.º | Richard Carapaz    | Ineos Grenadiers                   | 73 h 19 min 40 s |
| 2.º | Jai Hindley        | Bora-Hansgrohe                     | + 3 s            |
| 3.º | Mikel Landa        | Bahrain Victorious                 | + 1 min 05 s     |
| 4.º | João Almeida       | UAE Team Emirates                  | + 1 min 54 s     |
| 5.º | Vincenzo Nibali    | Astana Qazaqstan Team              | + 5 min 48 s     |
| 6.º | Pello Bilbao       | Bahrain Victorious                 | + 6 min 19 s     |
| 7.º | Jan Hirt           | Intermarché-Wanty-Gobert Matériaux | + 7 min 12 s     |
| 8.º | Emanuel Buchmann   | Bora-Hansgrohe                     | + 7 min 13 s     |
| 9.º | Juan Pedro López   | Trek-Segafredo                     | + 12 min 27 s    |
| 10.º | Domenico Pozzovivo | Intermarché-Wanty-Gobert Matériaux | + 12 min 30 s    |

### Clasificación por puntos(Maglia Ciclamino)
| Clasificación por puntos | Clasificación por puntos | Clasificación por puntos        | Clasificación por puntos | Clasificación por puntos |
| Ciclista                 | Ciclista                 | Equipo                          | Puntos                   |                          |
| ------------------------ | ------------------------ | ------------------------------- | ------------------------ | ------------------------ |
| 1.º                      | Arnaud Démare            | Groupama-FDJ                    | 238 pts                  |                          |
| 2.º                      | Mark Cavendish           | Quick-Step Alpha Vinyl          | 121 pts                  |                          |
| 3.º                      | Fernando Gaviria         | UAE Team Emirates               | 117 pts                  |                          |
| 4.º                      | Mathieu van der Poel     | Alpecin-Fenix                   | 96 pts                   |                          |
| 5.º                      | Alberto Dainese          | Team DSM                        | 81 pts                   |                          |
| 6.º                      | Phil Bauhaus             | Bahrain Victorious              | 72 pts                   |                          |
| 7.º                      | Filippo Tagliani         | Drone Hopper-Androni Giocattoli | 70 pts                   |                          |
| 8.º                      | Simone Consonni          | Cofidis                         | 67 pts                   |                          |
| 9.º                      | Richard Carapaz          | Ineos Grenadiers                | 55 pts                   |                          |
| 10.º                     | Thomas de Gendt          | Lotto-Soudal                    | 53 pts                   |                          |

### Clasificación de la montaña(Maglia Azzurra)
| Clasificación de la montaña | Clasificación de la montaña | Clasificación de la montaña        | Clasificación de la montaña | Clasificación de la montaña |
| Ciclista                    | Ciclista                    | Equipo                             | Puntos                      |                             |
| --------------------------- | --------------------------- | ---------------------------------- | --------------------------- | --------------------------- |
| 1.º                         | Koen Bouwman                | Jumbo-Visma                        | 218 pts                     |                             |
| 2.º                         | Giulio Ciccone              | Trek-Segafredo                     | 103 pts                     |                             |
| 3.º                         | Diego Rosa                  | Eolo-Kometa                        | 94 pts                      |                             |
| 4.º                         | Jai Hindley                 | Bora-Hansgrohe                     | 74 pts                      |                             |
| 5.º                         | Lennard Kämna               | Bora-Hansgrohe                     | 74 pts                      |                             |
| 6.º                         | Santiago Buitrago           | Bahrain Victorious                 | 71 pts                      |                             |
| 7.º                         | Richard Carapaz             | Ineos Grenadiers                   | 65 pts                      |                             |
| 8.º                         | Jan Hirt                    | Intermarché-Wanty-Gobert Matériaux | 57 pts                      |                             |
| 9.º                         | Gijs Leemreize              | Jumbo-Visma                        | 47 pts                      |                             |
| 10.º                        | Wilco Kelderman             | Bora-Hansgrohe                     | 42 pts                      |                             |

### Clasificación de los jóvenes(Maglia Bianca)
| Clasificación del mejor joven | Clasificación del mejor joven | Clasificación del mejor joven | Clasificación del mejor joven | Clasificación del mejor joven |
| Ciclista                      | Ciclista                      | Equipo                        | Tiempo                        |                               |
| ----------------------------- | ----------------------------- | ----------------------------- | ----------------------------- | ----------------------------- |
| 1.º                           | João Almeida                  | UAE Team Emirates             | 68 h 21 min 34 s              |                               |
| 2.º                           | Juan Pedro López              | Trek-Segafredo                | + 10 min 33 s                 |                               |
| 3.º                           | Thymen Arensman               | Team DSM                      | + 17 min 19 s                 |                               |
| 4.º                           | Santiago Buitrago             | Bahrain Victorious            | + 18 min 21 s                 |                               |
| 5.º                           | Pavel Sivakov                 | Ineos Grenadiers              | + 28 min 58 s                 |                               |
| 6.º                           | Luca Covili                   | Bardiani CSF Faizanè          | + 1 h 07 min 40 s             |                               |
| 7.º                           | Mauri Vansevenant             | Quick-Step Alpha Vinyl        | + 1 h 20 min 40 s             |                               |
| 8.º                           | Vadim Pronskiy                | Astana Qazaqstan Team         | + 1 h 45 min 06 s             |                               |
| 9.º                           | Gijs Leemreize                | Jumbo-Visma                   | + 1 h 45 min 12 s             |                               |
| 10.º                          | Iván Ramiro Sosa              | Movistar Team                 | + 1 h 47 min 28 s             |                               |

### Clasificación por equipos"Súper team"
| Clasificación por equipos | Clasificación por equipos          | Clasificación por equipos | Clasificación por equipos |
| Equipo                    | Equipo                             | Tiempo                    |                           |
| ------------------------- | ---------------------------------- | ------------------------- | ------------------------- |
| 1.º                       | Bahrain Victorious                 | 20 h 10 min 02 s          |                           |
| 2.º                       | Bora-Hansgrohe                     | + 14 s                    |                           |
| 3.º                       | Intermarché-Wanty-Gobert Matériaux | + 52 min 38 s             |                           |
| 4.º                       | Ineos Grenadiers                   | + 1 h 02 min 03 s         |                           |
| 5.º                       | Astana Qazaqstan Team              | + 1 h 43 min 14 s         |                           |
| 6.º                       | Trek-Segafredo                     | + 1 h 45 min 27 s         |                           |
| 7.º                       | UAE Team Emirates                  | + 2 h 13 min 27 s         |                           |
| 8.º                       | Jumbo-Visma                        | + 2 h 27 min 17 s         |                           |
| 9.º                       | BikeExchange-Jayco                 | + 2 h 37 min 43 s         |                           |
| 10.º                      | Movistar Team                      | + 2 h 48 min 13 s         |                           |

## Abandonos
- Harm Vanhoucke (Lotto Soudal), después de varios días con problemas en la espalda, no completó la etapa.[2]
- Simon Yates (BikeExchange-Jayco) no completó la etapa.[2]